# SN 1997eo
SN 1997eo – supernowa typu Ia odkryta 28 grudnia 1997 roku w galaktyce A045732-0330. W momencie odkrycia miała maksymalną jasność 24,50m.